# Дембоба, Гурему
Гурему Дембоба (англ. Guremu Demboba; 15 декабря 1934, Аддис-Абеба — 22 февраля 2023) — эфиопский шоссейный велогонщик. Участник летних Олимпийских игр 1956 и 1960 годов.

## Карьера
В 1956 году был включён в состав сборной Эфиопии на летних Олимпийских играх в Мельбурне.
На них выступил в групповой шоссейной гонке протяжённостью 187 км, по итогам которой занял 25 место, уступив почти 6 минут её победителю Эрколе Бальдини (сборной Италии).
По результатам этой гонки также определялся победитель в групповой командной гонке. По её результатам сборная Эфиопии (в которую также входили Месфен Тесфайе, Негусс Менгисту и Зехай Бахта) заняла последнее 9 место, уступив занявшей первое место сборной Франции 77 очков.
В 1960 году был включён в состав сборной Эфиопии на летних Олимпийских играх в Риме. На них выступил в двух гонках.
Сначала в командной гонке с раздельным стартом на 100 км. По её результатам сборная Эфиопии (в которую также входили , Куфлю Алазар, Амус Тессема и Негусс Менгисту) заняла 28 место, уступив занявшей первое место сборной Италии 24 минуты.
А затем в групповой шоссейной гонке протяжённостью 175 км, но не смог финишировать как и ещё 65 гонщиков.